# Capitolio del estado de Texas
El Capitolio del estado de Texas es la sede del gobierno del estado de Texas, ubicado en Downtown, Austin. El capitolio, construido en 1888, tiene el estilo neorrenacentista. En 1970 el capitolio fue incorporado al Registro Nacional de Lugares Históricos. El Comité Estatal de Conservación de Texas lo mantiene. Fue diseñado por Elijah E. Myers, quien también diseñó el Capitolio de Míchigan y el Capitolio de Colorado.

## Historia
La construcción es de estilo renacentista italiano. Fue financiado a través de un artículo en la constitución del estado, aprobado el 15 de febrero de 1876, que autorizó la venta de tierras públicas para el propósito. En una de las mayores operaciones de trueque en la historia, los constructores de la capital fueron pagados con más de 12 000 km² de tierras públicas en la región del Panhandle de Texas, lo que más tarde se convirtió en la más grande hacienda ganadera en el mundo, el XIT Rancho. El valor de la tierra, combinado con fuera de los gastos de bolsillo, sumado a un costo total de 3,7 millones de dólares para el edificio original. Fue construido en gran parte por los condenados o los trabajadores inmigrantes, hasta mil a la vez. El edificio ha sido restaurado muchas veces, con aire acondicionado central instalado en 1955 y la reformas más recientes terminaron en 1997.

## Galería de imágenes

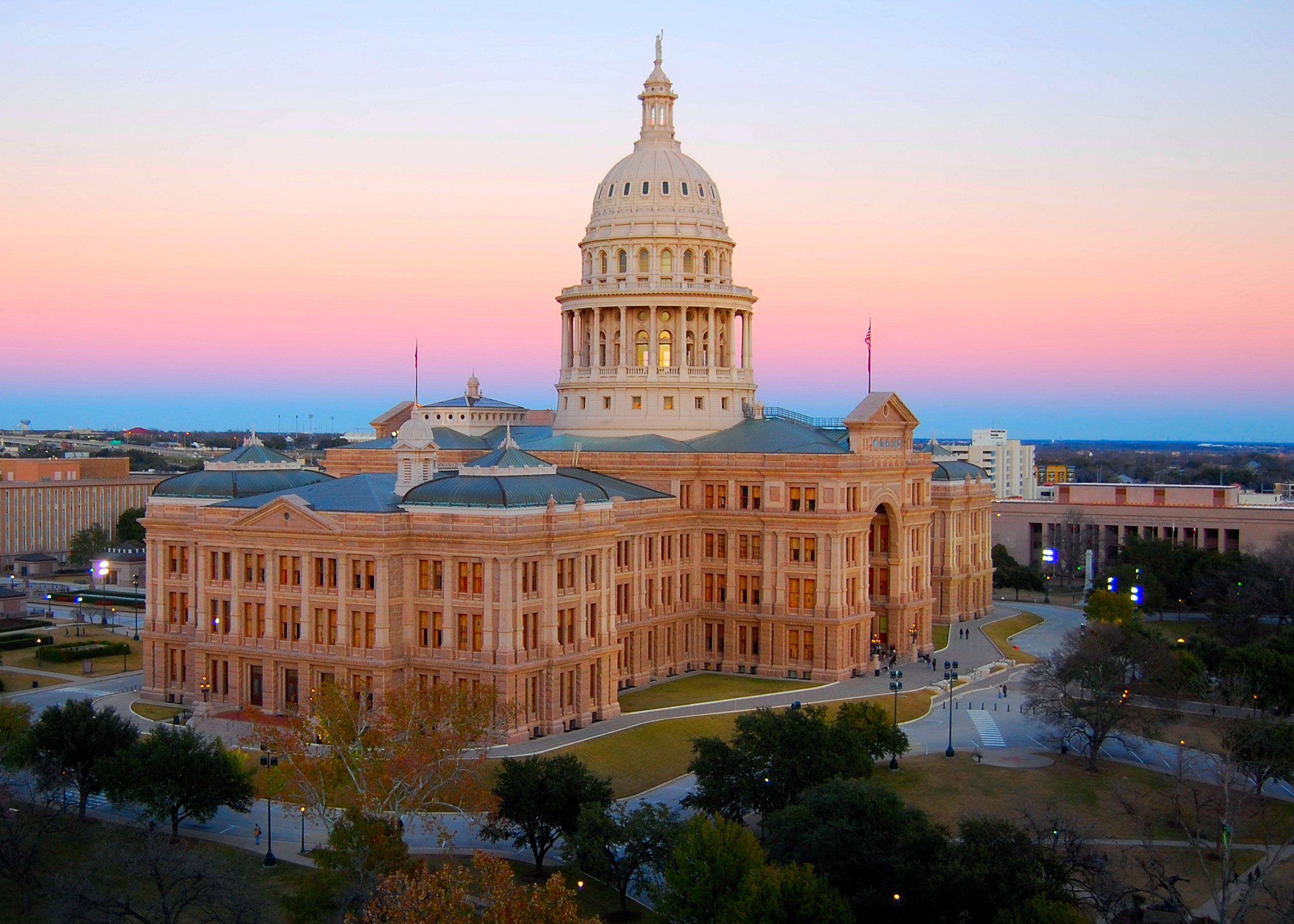
Por la mañana.
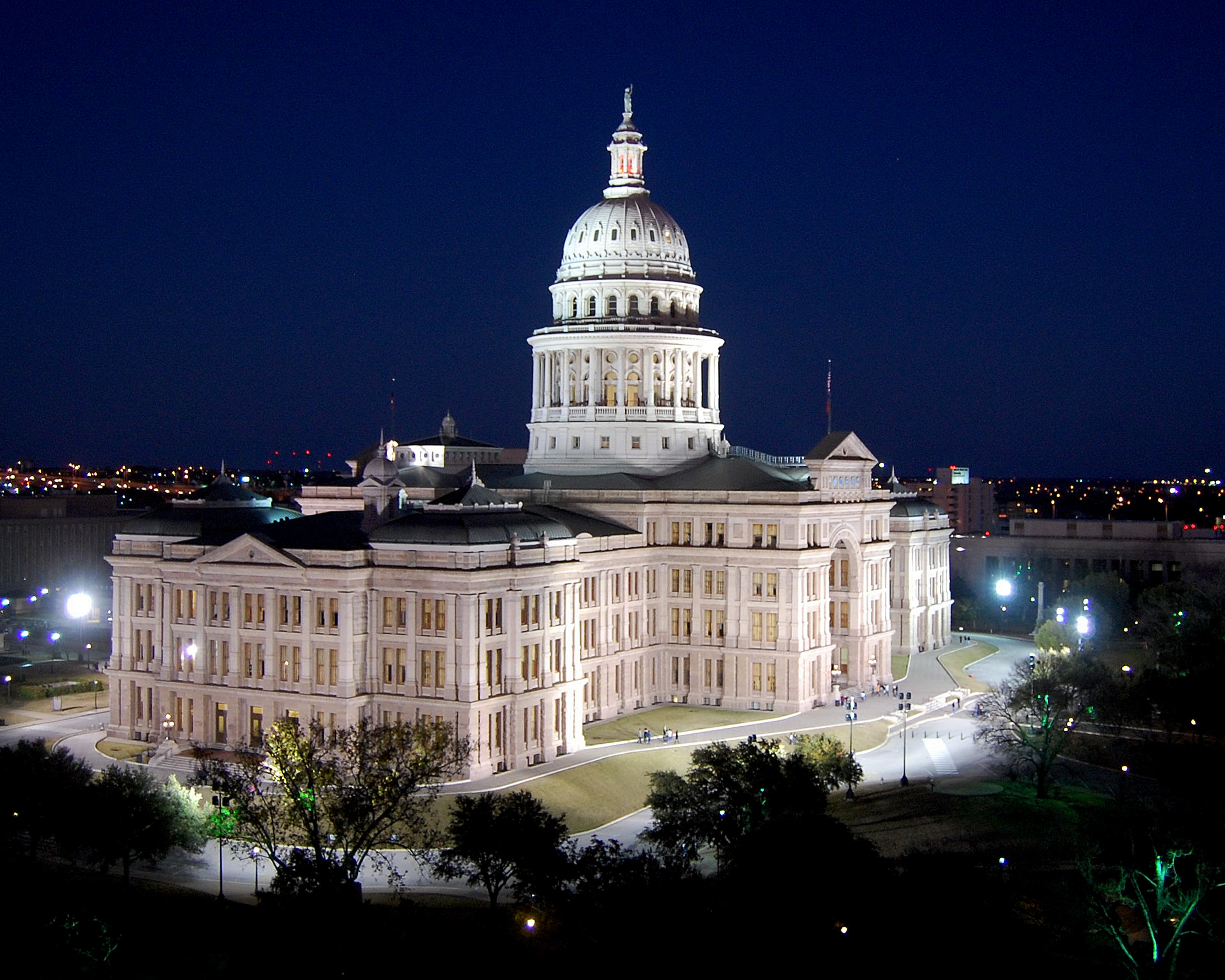
Vista nocturna.
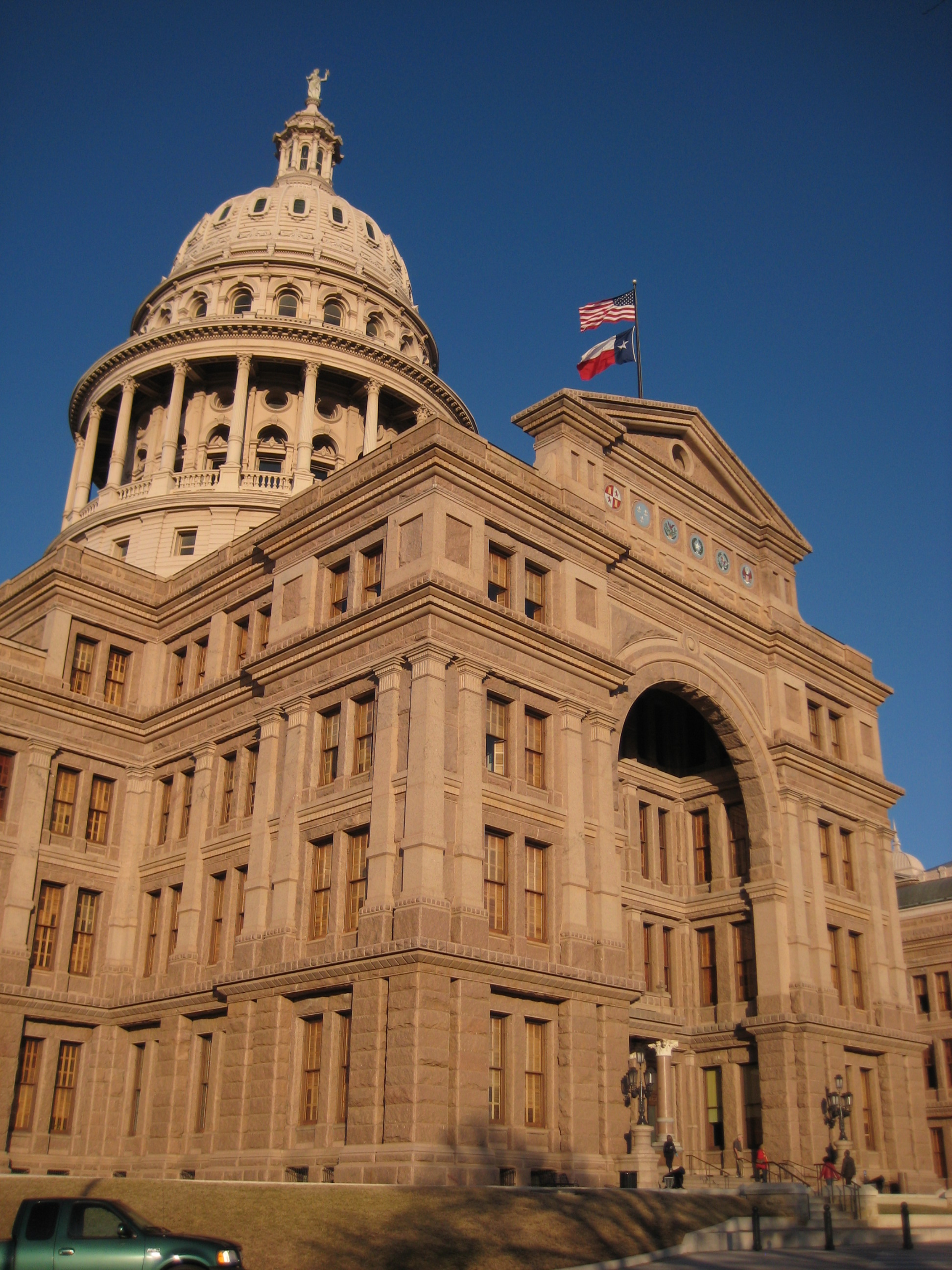
Entrada principal
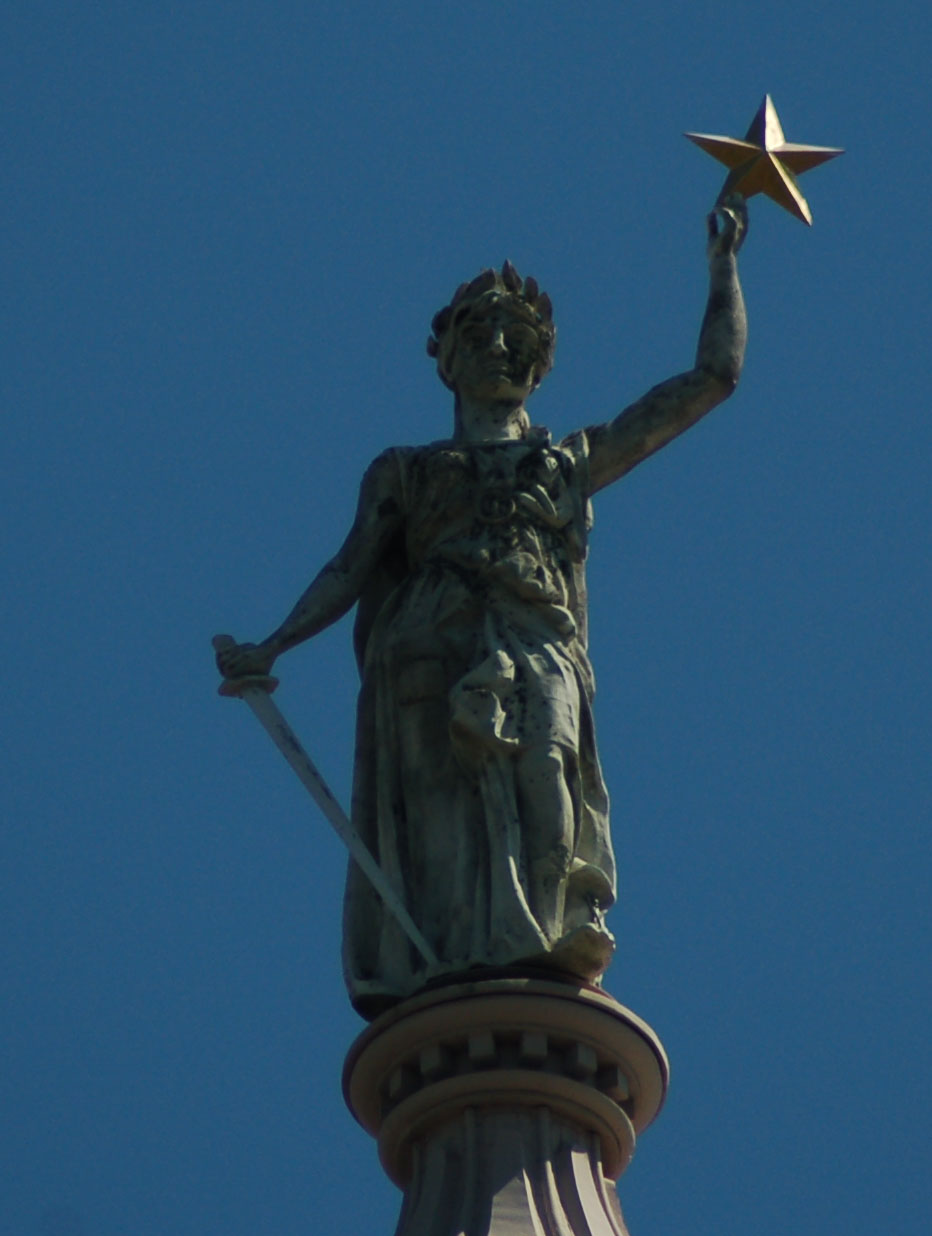
Estatua situada en la parte superior del edificio.
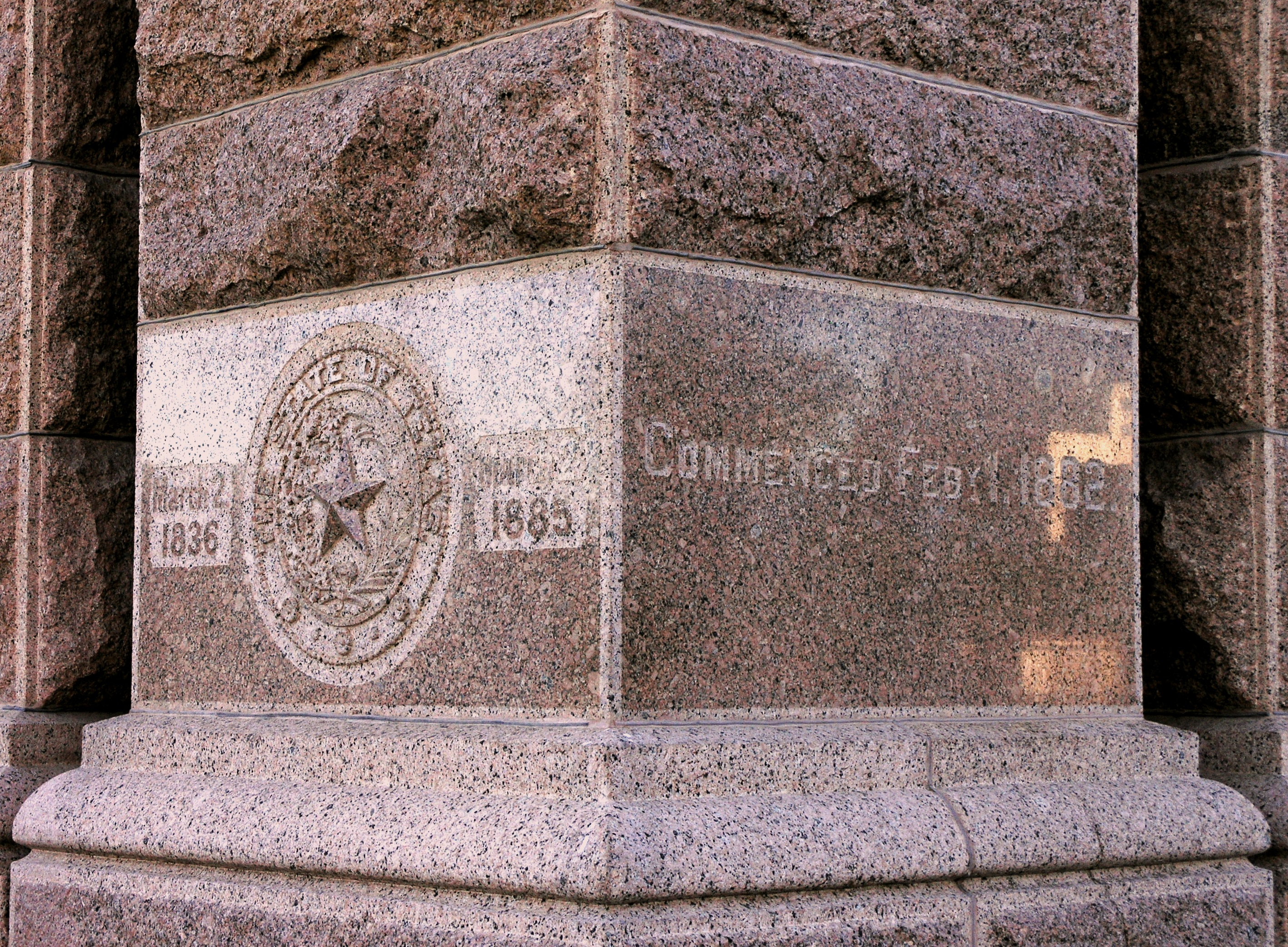
Esquina de piedra del edificio.
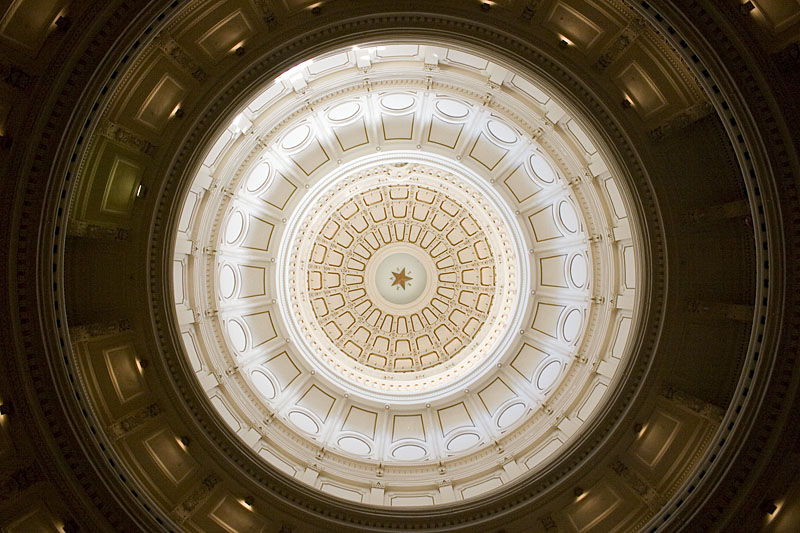
Cúpula desde el interior.
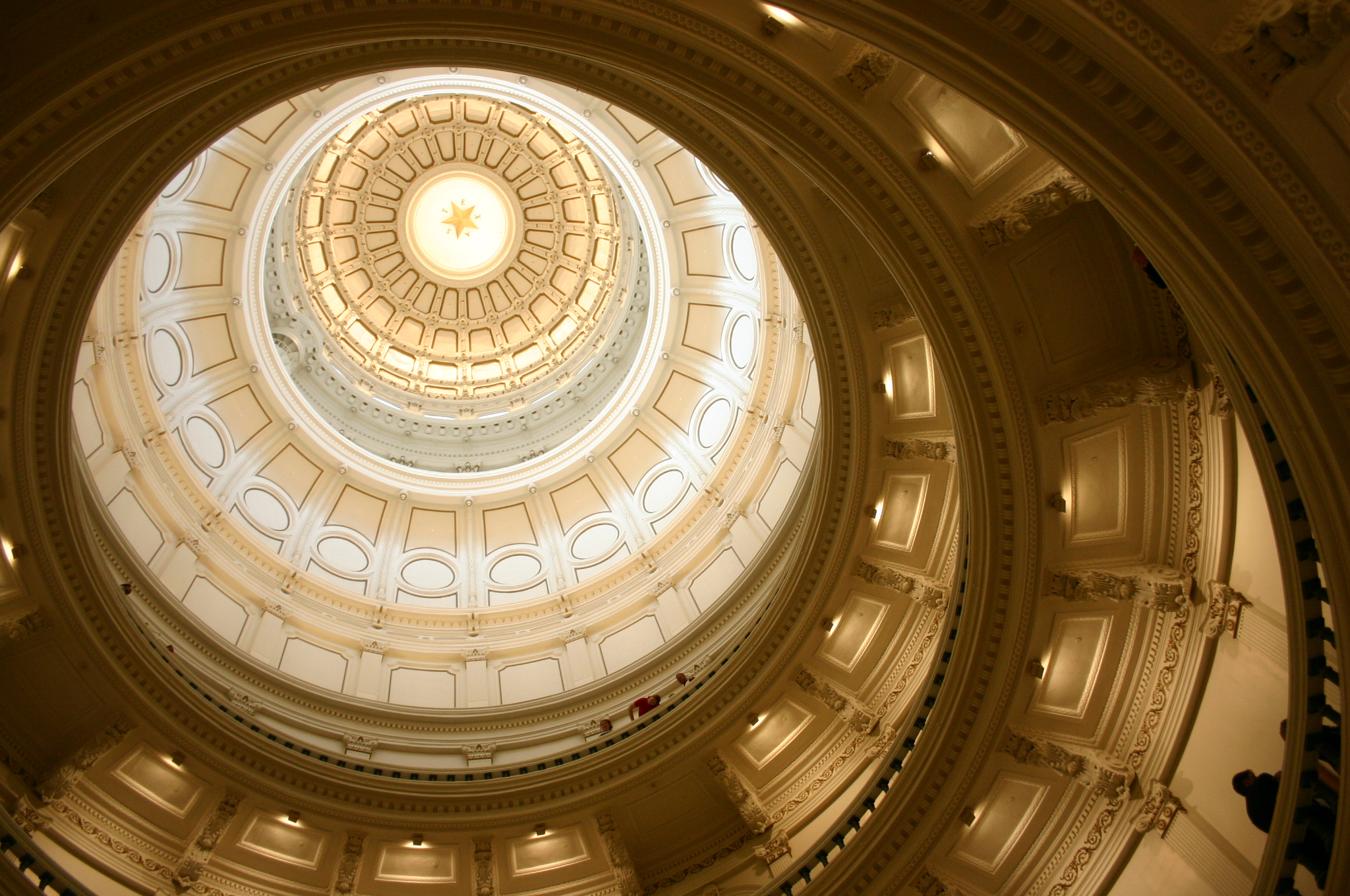
Interior de la cúpula.
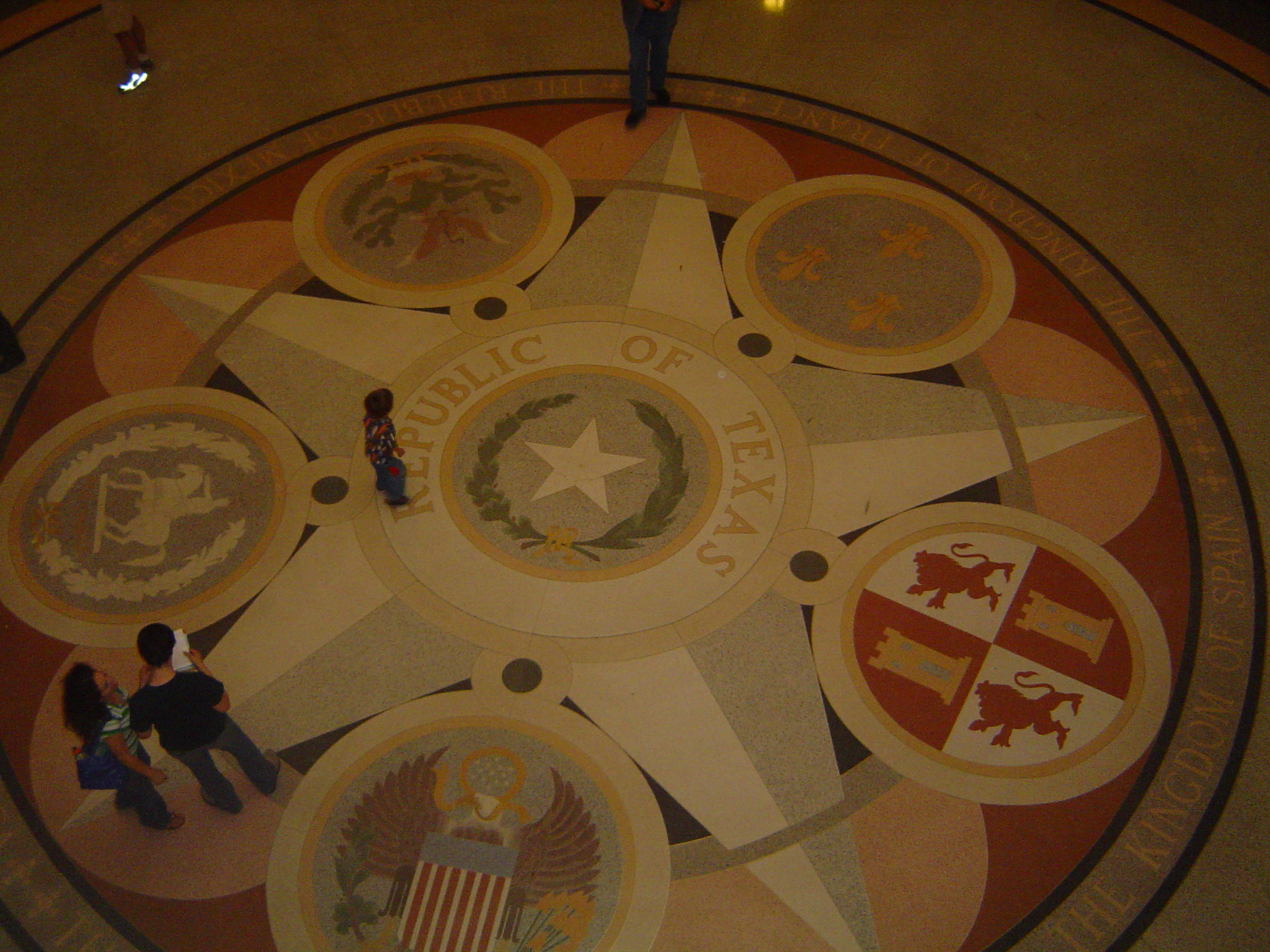
Mosaico.
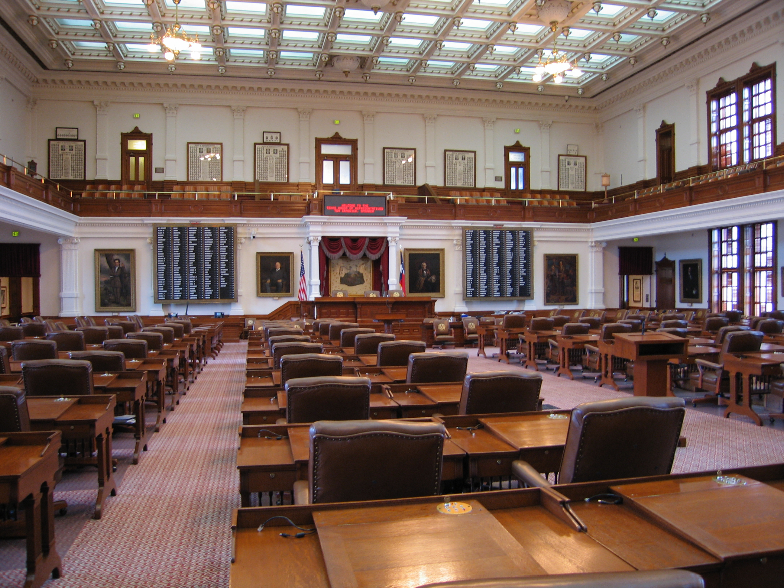
Sala de la Cámara de Representantes del Capitolio de Texas
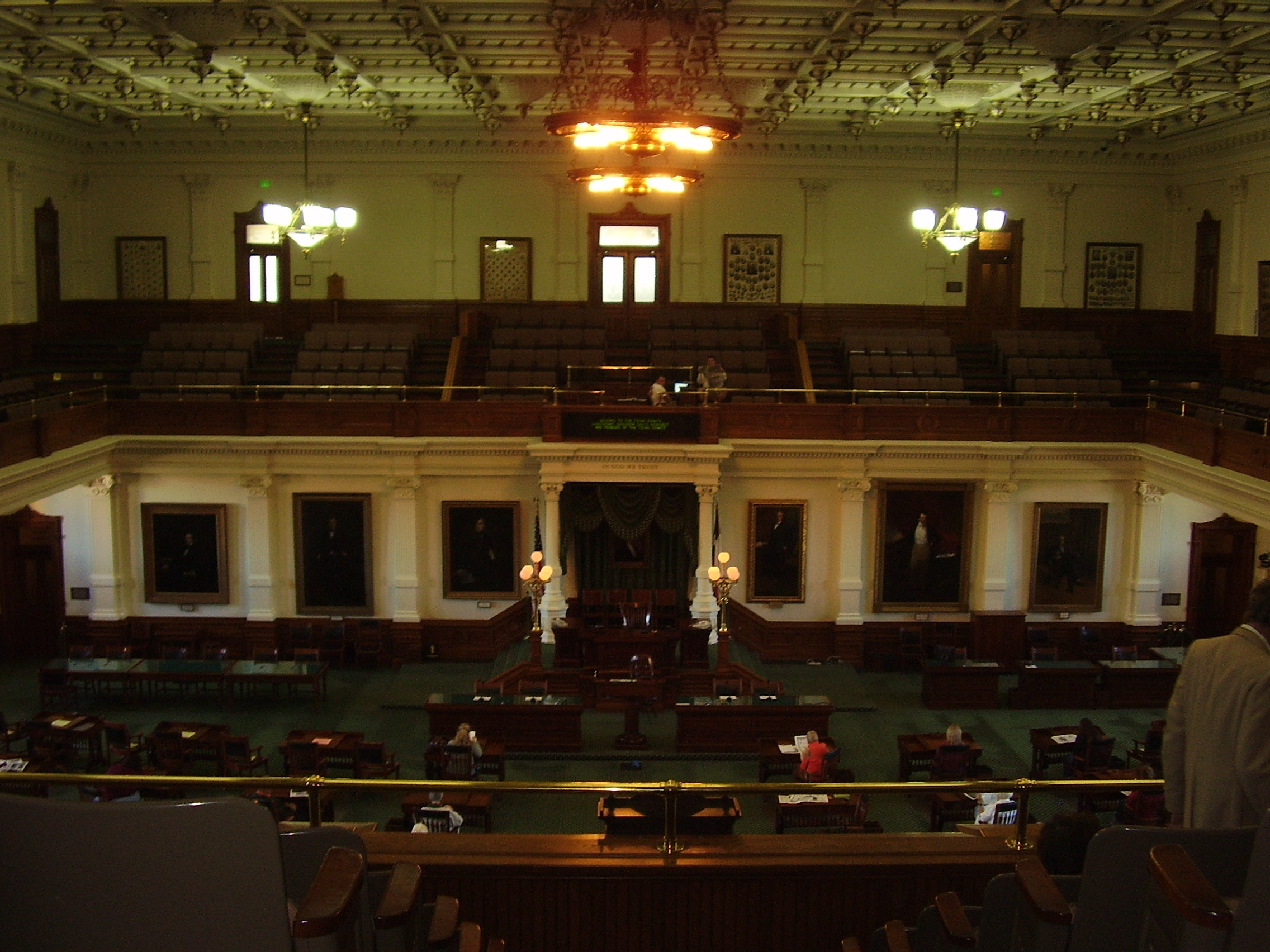
Cámara del Senado
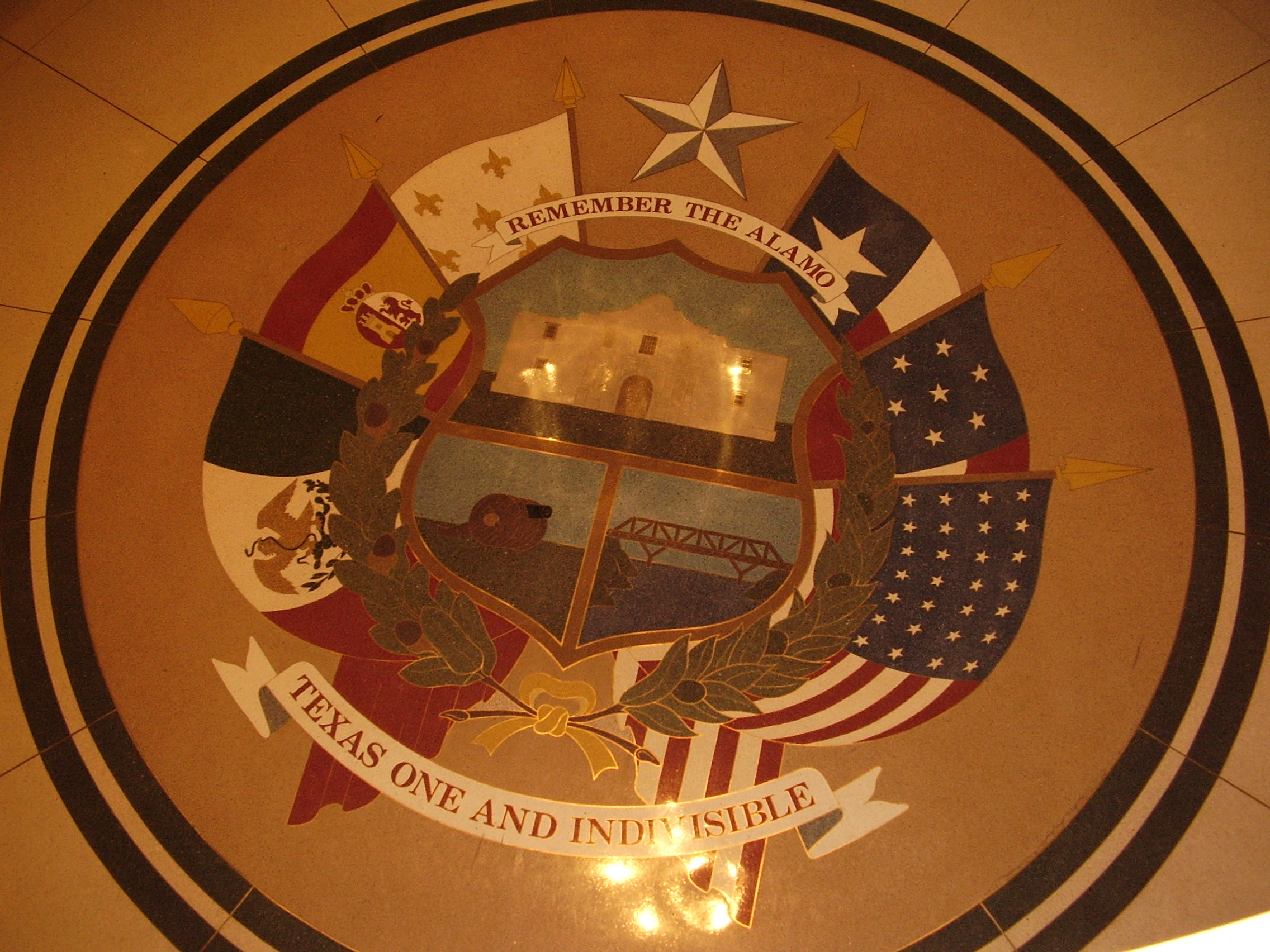
Mosaico con el escudo de Texas, mostrando las seis banderas de Texas.